# A treia Romă
Termenul  A treia Romă se referă la pretențiile anumitor orașe sau state europene de a fi considerate succesorul de drept al Imperiului Roman („prima Romă)” și al Imperiului Bizantin („a doua Romă”). 

## Pretențiile ruse

Stema ultimei dinastii imperiale a Imperiului Roman de Apus

Stema Imperiului Rus

La scurtă vreme după cucerirea Constantinopolului de către Mehmed al II-lea Fatih, sultanul Imperiului Otoman pe 29 mai 1453, au existat voci care au ridicat Moscova la rangul de „A treia Romă”, „Noua Romă” . Această idee a început să fie subliniată puternic în timpul domniei lui Ivan al III-lea, marele cneaz al Moscovei, care era căsătorit cu principesa bizantină Sofia Palaiologhina. Sofia era nepoata lui Constantin al XI-lea Paleologul, ultimul împărat al Imperiului Roman de Răsărit. Din acest motiv, Ivan a pretins că este moștenitorul legal al Imperiului Bizantin. 
La început, noțiunea de „A treia Romă” nu a avut în mod necesar o natură imperială, ci, mai degrabă, una apocaliptică. Scopul folosirii acestui termen era acela de subliniere a rolului Rusiei ca ultimul bastion al creștinătății, prăbușită sub loviturile „ereziei” catolice și ale dușmanului islamic. Din acest motiv, Rusia era văzută de credincioși asemeni celor șapte sute de israeliți care refuzaseră să se închine lui Baal în vremurile profetului Ilie, un sfânt foarte respectat în ortodoxie. 

Ideea a apărut pentru prima oară în scrisoarea-panegiric compusă în 1510 de călugărul Filofei din Pskov, destinată marelui cneaz Vasili al III-lea, în care scria: „Două Rome au căzut. A treia rezistă. Și nu va mai exista o a patra. Niciuna nu va lua locul țaratului nostru creștin!”". După cum se vede, Fiofei identifica explicit A treia Romă cu Rusia, nu cu orașul Moscova.

## Pretențiile otomane
După cucerirea Constantinopolului, sultanul Mehmed al II-lea s-a autoproclamat „Kayser-i Rum”, adică „Cezar al Romanilor”. Cum, în acele vremuri, Imperiul Otoman cucerise și Otranto, unii istorici consideră că sultanul Mehmed al II-lea plănuia să cucerească Roma. Moartea neașteptată a sultanului a pus capăt campaniei din Italia, iar titlul „Kayser-i Rum” a încetat să mai fie folosit, dar structura imperială creată de el a supraviețuit în secolele care aveau să urmeze. Istoricul otoman İlber Ortaylı  consideră că Mehmed și-ar fi meritat pe deplin titlul de Împărat al Romanilor, mărturie stând moștenirea multiculturală a statului turc și acceptarea anumitor obiceiuri ale curții bizantine. Profesorul Ortaylı considera că pretențiile rușilor pur teoretice, iar pe cele otomane îndreptățite, de vreme ce sultanul Mehmed și-a bazat politica imperială de cuceriri pe ideea fondării unei a treia Rome islamice, în condițiile în care prima Romă a fost politeistă, iar cea de-a două creștină. 
Mai trebuie amintit că Soliman Magnificul, după ce l-a învins pe împăratul Sfântului Imperiu Roman Carol Quintul, a ajuns să se considere succesorul de drept al Cezarilor. Ca dovadă stă faptul că marele vizir al lui Soliman, Pargalı İbrahim Pașa, a decis să-i ridice sultanului o statuie în stil roman, în ciuda regulilor islamice care interzic așa ceva, considerând că această acțiune este normală de vreme ce Imperiul Roman era adevăratul succesor al Romei.

## Pretențiile bulgare
Ar trebui spus că mai înainte de țarul Rusiei Ivan al III-lea, țarul Ivan Alexandăr al Bulgariei, a ridicat pretenții de moștenitor al Imperiului Bizantin, bazându-se pe faptul că era înrudit cu familia imperială. Există manuscrise bulgare în care se subliniază ideea că Veliko Târnovo, capitala de atunci a Imperiului Bulgar, era considerat Noul Constantinopol. A treia Romă bulgară a fost numai o idee dispărută odată cu desființarea, în 1396, de către otomani a Imperiului Bulgar. Doctrina celei de-a treia Rome a fost adusă la Moscova de călugărul bulgar Ciprian, care avea să devină, în 1381, Mitropolitul Moscovei. 

## Pretențiile italiene
Naționalistul italian Giuseppe Mazzini a fost unul dintre promotorii ideii celei de-a treia Rome italiene. El avea să spună cu referire la procesul de unificare a Italiei și implicit de alegere a capitalei că „După Roma împăraților, după Roma papilor, va veni Roma poporului.”
Dictatorul italian Benito Mussolini se referea la Italia Fascistă ca la  „a treia Romă”. Terza Roma (Roma fascistă, care urma Romei imperiale și a celei papale) era numele proiectului lui Mussolini de extindere a Romei spre Ostia și spre mare. Plasarea Expoziției Universale de la Roma, a cărei construcție a început în 1935, a fost primul pas făcut în această direcție.